# Selvitsa exaireta
Selvitsa exaireta är en insektsart som beskrevs av Young 1977. Selvitsa exaireta ingår i släktet Selvitsa och familjen dvärgstritar. Inga underarter finns listade i Catalogue of Life.